# Le Bigdil
Le Bigdil est un jeu télévisé adapté, présenté par l'humoriste et animateur de télévision Vincent Lagaf', entouré d'une troupe composée, dans sa première version, des Gafettes, de Ramuncho alias Bud, de DJ Aspé, de la Team Lagaf' et d'un personnage virtuel animé en temps réel, l'extraterrestre Bill. Les candidats sont amenés à réaliser diverses épreuves, au terme desquelles ils peuvent choisir de conserver ou d'échanger leurs gains (sous la forme de cadeaux ou d'une somme d'argent).
L'émission est diffusée de 1998 à 2004 sur TF1, avant de reprendre à partir de 2025 sur la chaine française RMC Story et la chaine d belge RTL TVI.

## Histoire du jeu
En 1998 avec son associé Hervé Hubert, Lagaf' adapte le format américain de All American Fremantle, société de Tony Scotti, époux de Sylvie Vartan intitulé Let's Make a Deal. Le jeu est lancé le 2 février 1998 sur la chaîne nationale TF1 pour remplacer Tous en jeu présenté par Nagui et les rediffusions de Walker, Texas Ranger. Le Bigdil connaît immédiatement un succès d'audience,. Il est suivi chaque soir par plus de 6 millions de téléspectateurs et dure pendant six ans et demi, jusqu'au 23 juillet 2004 où il disparaît de l'antenne. Ce succès vaut à Lagaf' une récompense aux 7 d'or de la personnalité télé de l'année 1999. En 2000, Le Bigdil obtient le 7 d'or de la meilleure émission de jeu française. 
À la rentrée 2003, une nouvelle formule plus sportive avec une piscine au centre du plateau est lancée dans un nouveau stutio situé à Bry-sur-Marne. Pour permmettre la diffusion de Star Academy à 19 heures, Le Bigdil est décalé à 18 heures. Un retour à 19 heures en janvier est envisagé mais n'a pas lieu, le jeu À prendre ou à laisser remplaçant à 19 heures Star Academy. Le Bigdil continue de 18 à 19 heures jusqu'à la fin de la saison mais sans saison supplémentaire.
Le 3 août 2017, dans une interview à Télé Star, Vincent Lagaf' explique qu'« il serait heureux de représenter Le Bigdil si on préserve le concept, les costumes, le décor et la mécanique avec de nouvelles Gafettes. Il y aurait deux émissions de quarante-cinq minutes avec une finale commune. ». Le 3 juin 2024, Vincent Lagaf' annonce le grand retour du Bigdil sur RMC Story. La nouvelle édition est diffusée le 2 janvier 2025 en début de soirée et obtient un record d'audience pour la chaîne, avec 1,8 million de téléspectateurs dont un pic à 2 millions. RMC Story se positionnel à la 4e place de l'audience, à 50 000 téléspectateurs, un exploit pour une chaîne complémentaire de la TNT.

## Participants
Vincent Lagaf' est secondé de plusieurs personnes lors du jeu.

### Bill l'extraterrestre
Bill l'extraterrestre est un personnage de fiction en images de synthèse. Il est bleu, assez gros, avec des yeux jaunes et de longues oreilles pointues. Il porte soit des combinaisons, soit des costumes-cravates colorés. Vincent Lagaf' lors de la première émission, le présente comme un extraterrestre originaire de la planète Fricus, ayant atterri sur Paris après que sa soucoupe a été frappée par la foudre. Dans une interview, l'humoriste affirma avoir esquissé et affiné tout le portrait du personnage : « La seule indication de départ [est que] Bill devait être radin... pour le reste j'avais carte blanche ». Lors de la dernière émission du Bigdil, Vincent Lagaf' explique avoir créé Bill pour éviter d'avoir à parler d'argent, ce que fait l'animateur dans la version originale anglaise et qui mettrait mal à l'aise Lagaf'.
Son visage est projeté tout le long de l'émission sur un mur d'images intégré à un décor de vaisseau extra-terrestre. Sa famille n'apparaît quant à elle, muette, qu'au moment de la finale du jeu. Elle est composée de la mère Tilala, de la sœur Lolilola renommée Zora et de Toyoyo le frère du co-animateur. Bill a un autre frère, un jumeau nommé Jojo qu'il appelle pour draguer Line et sa sœur jumelle lors d'un lancement de best-of.

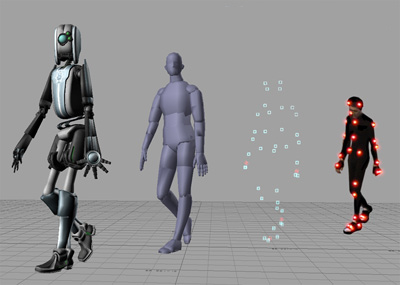
Exemple de capture de mouvement.

Trois personnes sont nécessaires en coulisses pour faire vivre le personnage. Une coordination parfaite et une bonne connaissance de l'équipe est nécessaire, car visage, corps et accessoires sont chacun régis par une personne différente. Une certaine complicité doit leur permettre d'accompagner, voire d'anticiper leurs actions respectives :
L'équipe est chapeautée par Gilles Vautier. L'humoriste assure à la fois la voix de Bill, mais aussi sa gestuelle. Il est muni d'une combinaison équipée de 16 capteurs situés aux genoux, coudes, torse, tête, etc. Ces capteurs permettent de transformer les mouvements réels de l'acteur afin d'obtenir un squelette en 3 dimensions du personnage. Il ne reste « plus qu'à » enrober ce squelette d'un corps, conçu par des infographistes avant de rendre l'image dans le monde virtuel de la soucoupe volante.
Arbitre et co-animateur original, Bill contribua au succès du Bigdil et vit son image déclinée en multiples produits dérivés : un jeu de société, des peluches, des tee-shirts. Il participa même à une publicité pour de la lessive et chanta avec les gafettes Le Cric crac hop.

### Les Gaffettes
Les Gaffettes sont de jolies jeunes femmes apparaissant aux côtés de Lagaf' depuis L'Or à l'appel et participent aux jeux comme le Top 3 où elles présentent les canettes géantes contenant les cadeaux. Lors des best-of, elles réalisent des saynètes avec Bill. Elles ont sorti un single intitulé Le Cric Crac Hop avec Bill.

### Membres du Staff
- La Team Lagaf' est composée de techniciens au t-shirt noir avec l'inscription blanche « Team Lagaf' ». Ce sont eux qui montent et démontent les jeux. L'un d'entre eux, Alex, est souvent l'objet de plaisanteries de Lagaf'.

- Gabriel Cotto, le réalisateur de l'émission, cité parfois par Lagaf'.

- Chonchon, membre de la régie qui diffuse les musiques, présent depuis l'Or à l'appel.

## Le concept

### Les épreuves
Les candidats doivent réussir une épreuve plutôt amusante pour gagner une certaine somme d'argent ou des cadeaux venant de Bill l'extraterrestre, sa soucoupe remplie de billets.
Durant les premiers mois de l'émission, le troisième candidat qui gagne à un jeu, affronte celui qui joue au quatrième dil. Ce principe est changé en raison du fait que certains candidats gagnent plus de cadeaux que d'autres. Il y aura donc cinq dils uniques par la suite.
Le jeu se décompose ensuite en 5 épreuves (appelées dil) avec :
- Le fil rouge lors du premier dil : Lors de certaines émissions, le premier dil dure toute l'émission avec un candidat réalisant un défi dans les coulisses ou à l'extérieur (exemple : extraire des objets dans des blocs de glace). À différentes reprises, Lagaf' regarde où en est le candidat et, après le cinquième dil, met fin à l'épreuve en faisant le compte des gains du candidat.
- Le Bigathlon lors du deuxième dil : Cet ensemble d'épreuves à records et à cagnottes fait son apparition à la rentrée 2000 lors du second dil. En septembre 2000, une série de records réalisés par Lagaf' est présentée ; les téléspectateurs qui pensent pouvoir battre ce record peuvent s'inscrire, certains étant sélectionnés pour jouer et gagner une cagnotte initiale de 10 000 francs (1 500 € à partir de 2002). Si le record n'est pas battu, la cagnotte augmente de 10 000 francs ; sinon, elle retombe à 10 000 francs, et un nouveau candidat doit battre le nouveau record. La cagnotte peut grimper jusqu'à 100 000 F (15 000 € depuis 2002), ce qui signifie qu'il n'y a que 10 tentatives pour battre le record. Si tel n'est pas le cas, un professionnel joue la somme pour une association et le défi en question est supprimé et remplacé par un autre.

- Le Top 3 lors du troisième dil : Jeu musical avec Ramuncho (alias Bud), DJ Aspé et Loulou (alias Louis Torres) (puis aussi Le trio celtique et Los amigos).
- Le jeu de Bill lors du quatrième dil, Énigme dite par Bill, de 1998 à 2000.
- Une épreuve extérieure sportive et souvent spectaculaire se déroule généralement durant le cinquième dil. Pour le reste, les épreuves se déroulant à l'intérieur sont très diverses et changent d'une émission à l'autre.

### Génériques
Depuis sa création du Bigdil a exploité 6 génériques.
Le tout premier générique du 2 février 1998 au 14 octobre 1999 : il est possible de voir la soucoupe de Bill atterrir en catastrophe sur la Terre et s'écraser sur la Tour Eiffel après avoir été frappée par un éclair. À partir du 15 octobre 1999, Bill et sa famille sont ajoutés sur les images du premier générique. Cette seconde version est diffusée jusqu'en juillet 2001,. À partir du 27 août 2001, l'émission fait peau neuve, générique compris. Le thème musical est gardé, mais remixé. Au début du générique, on y voit le logo de TF1 et la famille de Bill sur chacune des 4 fenêtres. On y voit Bill, dans sa soucoupe, reconstituant le mot « BIGDIL » en frappant chacune des lettres, le tout sur des prises de vue « à la Matrix ». Enfin, la caméra recule pour y laisser voir la soucoupe se faisant frapper par un éclair comme à l'origine, et partir dans la galaxie. Le nom de Vincent Lagaf' apparaît en gros plan, la caméra traversant ensuite au milieu d'une des lettres "A", clin d'œil au final du générique originel. À la rentrée 2002, générique très simpliste : en fond bleu clair, des extraits de l'émission en cours sont visibles, sur le thème musical original. Le logo de l'émission « Le Bigdil » est repris du jingle visuel des anciennes saisons où le mot « BIGDIL » apparaît en gros plan, la soucoupe par la suite survolant les lettres et se retourne pour afficher "Le" peint à l'arrière de cette dernière. Il est remplacé par le précédent générique en février 2003. À la rentrée 2003, un générique au style manga montre Lagaf' et Bill, à bord de motos et de jet-skis futuristes, faisant la course dans les rues de Paris. Un nouveau thème musical vient remplacer celui qui est alors connu jusqu'ici. Cette version, en coordination avec la nouvelle version de l'émission, est diffusée jusqu'au dernier jour. Dans ce nouveau thème musical, il est possible de reconnaître de manière brève un morceau de la mélodie de l'ancien thème durant le nouveau générique. À la nouvelle année 2025, le générique de la nouvelle saison après 20 ans d'absence reprend la même mise en scène que l'original. Le mot "Le Bigdil" apparaît sur un fond galactique, la soucoupe de Bill (ayant son apparence d’origine cuivrée) arrivant juste après en se faisant frapper par la foudre et partant en catastrophe en direction de la Terre. La soucoupe atterrit sur Paris, traverse la Seine en passant sous un pont et finit sa course dans la Tour Eiffel, avec la mention présentée par Vincent Lagaf', comme dans l'original. On y remarque l'ajout de feux d'artifice derrière la Tour Eiffel. Le thème est un remix de l'original, sur la mélodie de la seconde version 2001-2003. Cela dit, l'introduction musicale au moment de l'apparition du logo est celle de 1998.

## Télédiffusion

### De 1998 à 2004 sur TF1
- Du 2 février 1998 au 10 juillet 1998 à 19h
- Du 31 août 1998 au 25 juin 1999 à 19h
- Du 30 août 1999 au 30 juin 2000 à 19h
- Du 4 septembre 2000 au 22 décembre 2000 à 19h
- Du 1 janvier 2001 au 6 juillet 2001 à 19h
- Du 27 août 2001 au 21 décembre 2001 à 19h
- Du 7 janvier 2002 au 30 mai 2002 à 19h
- Du 26 août 2002 au 20 décembre 2002 à 19h
- Du 6 janvier 2003 au 4 juillet 2003 à 19h

À partir de la rentrée de septembre 2003, l'émission est déplacée à 18h05 pour laisser place à la diffusion quotidienne de la Star Academy. En coulisses, TF1 souhaite expérimenter une nouvelle approche pour son access prime-time : alterner les programmes, en privilégiant la télé-réalité. Cette stratégie s'avére efficace et est maintenue au fil des années sur la chaîne. Il s'agit alors de la dernière saison de l'émission.
- Du 8 septembre 2003 au 23 juillet 2004 à 18h.

### Depuis 2025 sur RMC Story
Du 2 janvier au 27 juin 2025 chaque vendredi à 21h10.

## Polémique
Lors de l'émission du 27 août 2001, Vincent Lagaf dévoile ce qu'aurait gagné le candidat s’il décide d'ouvrir la vitrine : un week-end à Sarcelles, proposé comme cadeau « bidon ». Un petit film promotionnel est alors diffusé, où la pratique sportive y est symbolisée par des enfants qui jouent au foot derrière un grillage et un écriteau « chantier interdit au public ».
Des commentaires ironiques venant de Bill, interprété par Gilles Vautier sont rajoutés par dessus : « Vous pouviez partir à Sarcelles où l'on peut pratiquer le sport avec ses amis en tout sérénité [des images de barres d'immeubles HLM et de grillages sont diffusées], dans des endroits vraiment bucoliques et magnifiques » 
De nombreuses associations Sarcelloises se réunissent alors et décident de porter plainte pour diffamation, de lancer une pétition et d'écrire au Conseil supérieur de l'audiovisuel (CSA). « C'est inadmissible de donner à des millions de personnes l'impression que l'on vit à Sarcelles dans un ghetto, dans un bidonville, comme des animaux en cage. Il y a déjà tellement d'à priori… En 2 minutes, on casse des années de travail des associations, qui essayent de changer l'image de ville de banlieue grise et violente qui nous colle à la peau ».
Le maire de Sarcelles François Pupponi exprime son « ras-le-bol d'entendre toujours les mêmes poncifs sur la banlieue » et invite Vincent Lagaf' « à venir passer une journée chez nous. » 
Vincent Lagaf', devant l'ampleur de la polémique, se confondra en excuses immédiatement après le générique de l'émission du jeudi suivant : « Avant de démarrer l'émission de ce soir je voudrais m'adresser aux Sarcellois et Sarcelloises qui ont vu les images du lundi. Ces images ont blessé certaines personnes, on en est navrés et on en est désolés, ce n'était pas mon but ni le but de l'émission. Si l'on a blessé certaines personnes avec ces images, je le regrette très sincèrement » déclara le présentateur star de la chaîne,.